# Godvergeten
Godvergeten is een Vlaamse vierdelige documentairereeks die van 5 tot 26 september 2023 te zien was op VRT CANVAS en in november dat jaar op RTBF. De serie handelt over het seksueel misbruik van katholieke paters en priesters in Vlaanderen. Vanaf 9 januari 2024 is de reeks ook in Nederland uitgezonden door KRO-NCRV.
In deze serie komt het werk van de Vlaamse priester, schrijver en activist Rik Devillé regelmatig terug. Hij is medeoprichter van de organisatie Mensenrechten in de Kerk (1992) en steunt slachtoffers van seksueel misbruik in de kerk. 

## Onderwerp
Via Operatie Kelk kwam het misbruikschandaal in de Katholieke Kerk in België op 24 juni 2010 aan het licht. Meer dan 10 jaar na dat gerechtelijk onderzoek vertellen verschillende getuigen over het seksueel misbruik door katholieke priesters en paters. In de reeks worden een twintigtal slachtoffers en familieleden gevolgd tijdens hun zoektocht naar erkenning, onder wie de neef van bisschop Roger Vangheluwe, die in zijn jeugd door hem misbruikt werd.

## Afleveringen
| Aflevering | Datum             | Titel                   | Kijkcijfers |
| ---------- | ----------------- | ----------------------- | ----------- |
| 1          | 5 september 2023  | Zwijgen is goud         | 309.745     |
| 2          | 12 september 2023 | In de naam van de vader | 338.519     |
| 3          | 19 september 2023 | Operatie Kelk           | 405.780     |
| 4          | 26 september 2023 | Tot in de eeuwigheid    | 552.010     |

## Reacties in Vlaanderen
Het programma riep na de eerste afleveringen heel wat verontwaardiging op bij veel mensen waardoor er een opvallende stijging was van katholieken die zich willen laten schrappen uit het doopregister, het zogenaamde ontdopen. Enkele bekende Vlamingen zoals cartoonist Lectrr en presentatrice Siska Schoeters maakten dit ook al bekend. Naar aanleiding van de serie organiseerde een cafébaas in Sint-Niklaas op 24 september een actie 'schrijf je vrij' waar hij formulieren ter beschikking stelde om naar het bisdom te versturen, voor mensen die zich wilden laten ontdopen. Hij verwachtte een tiental mensen maar in het eerste uur waren al een honderdtal formulieren ingevuld.
De Belgische hulplijn 1712 ontving mede door de documentaire en de pedofilie-affaire rond presentator Sven Pichal in de eerste drie weken van september ongeveer 820 oproepen over geweld, misbruik en kindermishandeling, een stijging van 31 procent ten opzichte van dezelfde periode in 2022. Er meldden zich bijna 1.100 slachtoffers. Naast de meldingen van geweld in het gezin waren er tientallen meldingen over misbruik in scholen, internaten, jeugd- en andere instellingen.
Enkele maanden na de serie Godvergeten kwam Het Laatste Nieuws met de podcast Kinderen van de kerk waar ook Rik Devillé in terugkomt. Deze podcast ging over misstanden binnen katholieke moederhuizen waar kinderen tegen de wil van de moeder werden weggehaald en afgestaan voor adoptie en waar vrouwen tegen hun wil gesteriliseerd zijn. 

### Reacties vanuit de Kerk
In een eerste reactie vanuit de Katholieke Kerk, reageerde bisschop Bonny op 11 september dat sinds de zaak-Vangheluwe de Kerk er alles aan doet om haar verantwoordelijkheid te nemen maar reageerde verder met weinig empathie door te zeggen: "ik ben geen priester geworden om zulke dingen op te kuisen". De nieuwe aartsbisschop Terlinden reageerde tijdens een kerkdienst op 16 september door te zeggen: "Ja. We hebben gefaald". Priester Rik Devillé zei als reactie op het derde deel van de documentaire in een radio-interview op Radio2: "De slachtoffers van misbruik verdienen dat er eindelijk écht geluisterd wordt. De Kerk moet daar tijd en mensen voor vrijmaken."
Na de laatste aflevering reageerde bisschop Bonny, het aanspreekpunt voor seksueel misbruik binnen de Kerk, op 26 september uitgebreid in het actualiteitsprogramma De zevende dag. Hij verklaarde dat de Belgische bisschoppenconferentie nogmaals duidelijk aan Roger Vangheluwe gevraagd heeft om zijn titel als bisschop en priester vrijwillig op te geven. Dit kan alleen door Vangheluwe zelf of Rome, maar omwille van de canonieke verjaring is Rome tot op heden niet ingegaan op de vraag van de Belgische bisschoppenconferentie. Onder andere de overleden kardinaal Godfried Danneels moest het ontgelden omdat er nooit naar de slachtoffers geluisterd werd. Hij riep het Vaticaan ook op tot systemische hervormingen om zulke toestanden in de toekomst te voorkomen.
Naar aanleiding van de documentaire excuseerde de vzw Broeders van Liefde, die in België verschillende scholen en zorginstellingen beheert, zich in een open brief op 28 september "uitdrukkelijk en oprecht" bij de slachtoffers van seksueel misbruik in de kerk.
In oktober 2023 heropende het Vaticaan het dossier van Vangheluwe na een nieuwe getuigenis van een slachtoffer, wat alsnog leidde tot ontheffing uit zijn ambtstitels van priester en bisschop door paus Franciscus op 11 maart 2024.

### Reacties vanuit de politiek
Na afloop van de documentaire steunden op 27 september alle Vlaamse politieke partijen de vraag om een parlementaire onderzoekscommissie naar het misbruik binnen de Kerk op te richten. Tegelijkertijd riep minister van Justitie Vincent Van Quickenborne bisschop Bonny ter verantwoording om de geestelijken die schuldig zijn bevonden aan seksueel misbruik van de "loonlijst" te halen, zodat ze niet meer met belastinggeld betaald worden.
De Kamer van volksvertegenwoordigers richtte in oktober 2023 een onderzoekscommissie op naar de aanpak van seksueel misbruik zowel binnen als buiten de Kerk. Ze gaf de federale ombudsman de tijdelijke opdracht om getuigenissen te ontvangen. Er werden honderden getuigenissen ontvangen. De onderzoekscommissie, onder het voorzitterschap van Sophie De Wit, maakte een rapport op met 137 aanbevelingen, dat op 2 mei 2024 werd voorgesteld.